# Wit
Wit és una obra de teatre d'un sol acte escrita per la dramaturga estatunidenca Margaret Edson, que va guanyar el Premi Pulitzer del Drama el 1999. Edson va utilitzar la seva experiència laboral en un hospital com a part de la inspiració per la seva obra.

## Argument
Vivian Bearing, professora universitària de literatura anglesa especialitzada en els Holy Sonnets de John Donne, descobreix que té un càncer d'ovari en fase 4 i que experimenta un pesat cicle de quimioteràpia intensiva.
A mesura que la teràpia avança, Vivian s'esgota i només pot reflexionar sobre la seva vida: la relació amb el seu pare, els anys universitaris, l'extraordinària influència del professor EM Ashford, l'amor pel treball de Donne, els anys d'ensenyament (lamentant també haver estat una professora tan dura i poc compromesa) i el fet de no haver fet mai una família.
Cada vegada més feble, Vivian busca les infermeres i els metges per aquell contacte humà que sempre ha negat als seus estudiants i que s'enforteix tot recitant els sonets de Donne. Amb el temps, Vivian mor i el seu cos maltractat s'aixeca del llit de l'hospital, es despulla i es dirigeix cap a la llum.

## Produccions
Wit va rebre la seva estrena mundial al South Coast Repertory (SCR), Costa Mesa (Califòrnia), el 1995. Edson havia enviat l'obra a molts teatres, i el dramaturg de la SCR Jerry Patch va veure el seu potencial. El va donar al director artístic Martin Benson, que va treballar amb Edson per preparar l'obra per a la producció. Es va llegir a NewSCRipts, i es va programar una producció completa pel gener de 1995.
El novembre de 1997 es va representar al Long Wharf Theater de New Haven (Connecticut) amb Kathleen Chalfant en el paper de Vivian Bearing. L'obra va rebre la seva primera producció a l'Off-Broadway de Nova York el setembre de 1998, al MCC Theater (MCC), amb Chalfant representrant el paper de Vivian Bearing i direcció de Derek Anson Jones. L'obra fou clausurada el 4 d'octubre de 1998. Un fragment de l'obra es va publicar al New York Times el setembre de 1998. Chalfant va rebre un gran elogi per la seva actuació. També va incorporar la seva pròpia experiència personal a l'obra, inclosa la malaltia final i la mort per càncer del seu germà Alan Palmer.
L'obra es va traslladar a l'Off-Broadway Union Square Theater el desembre de 1998, després de la seva exitosa primera carrera al MCC. El disseny d'il·luminació per a aquesta producció va ser de Michael Chybowski, l'escenografia de Myung Hee Cho, el disseny de vestuari d'Irona Somogyi, i el so i la música original era de David Van Tieghem. La producció va tancar el 9 d'abril del 2000 després de 545 representacions.
El Manhattan Theatre Club va presentar la premiere a Broadway al Samuel J. Friedman Theatre en una gira de tres mesos, que va començar el gener de 2012 i que va tancar el 17 de març de 2012. La producció fou protagonitzada per Cynthia Nixon i dirigida per Lynne Meadow. L'escenografia es de Santo Loquasto, el vestuari de Jennifer von Mayrhauser i la il·luminació de Peter Kaczorowski.

## Premis
Wit va guanyar el Premi Pulitzer de Teatre el 1999. L'obra va rebre també el premi a la "millor obra novell del New York Drama Critics' Circle de 1999. Com que l'obra no va rebre una producció en un teatre de Broadway, Wit no era elegible per als Premis Tony en aquell moment. Chalfant va rebre un premi dels Village Voice Obies per la seva actuació.
La producció de Broadway de 2012 v ser nominada als premis Tony a la millor reestrena d'una obra i a la millor interpretació per una actriu en un paper principal en una obra de teatre (Cynthia Nixon).

## Versió en castellà
Ha estat traduïda al castellà i representada a teatres com Teatre Borràs a Barcelona, Teatro Arriaga de Bilbao o Teatro Maravillas de Madrid sota la direcció de Lluís Pasqual entre 2003 i 2006 per tot Espanya, produïda per Cristina Huete i protagonitzada per Rosa Maria Sardà juntament amb Fernando Guillén, Teresa Lozano, Mercè Pons, Pau Miró, Jaume Najarro, Javier Albalá, Dora Santacreu, Pep Cortés, Miguel Palenzuela, Anna Alarcón, Yago Morera i Xesc Cabot. Rosa Maria Sardà va rebre el Fotogramas de Plata a la millor actriu de teatre per la seva actuació.